# Eimear Noone
Eimear Noone, nome gaelico dalla pronuncia ee-mer noon (Kilconnell, ...), è una direttrice d'orchestra, compositrice, produttore e speaker irlandese, nota soprattutto per il suo lavoro pluripremiato sulla musiche per videogiochi.
Ha diretto la Philadelphia Orchestra, la Royal Philharmonic Orchestra, la BBC Concert Orchestra, l'Orchestre symphonique de Bretagne, la Sydney Symphony Orchestra, la Danish National Symphony Orchestra e molte altre orchestre nazionali. È stata la prima donna a dirigere agli Oscar il 9 febbraio 2020, guidando l'orchestra nell'esecuzione di alcuni estratti tratti dalle cinque colonne sonore in gara. Noone è stata anche la prima donna a dirigere nel National Concert Hall di Dublino. Su di lei è stato realizzato un documentario sulla sua vita da Krenshaw Films.

## Biografia

### Primi anni di vita
Originaria di Kilconnell, ha studiato flauto e pianoforte, si è laureata al Trinity College di Dublino e ha insegnato direzione d'orchestra per la UCLA Extension, il Columbia College di Chicago, la Society of Composers and Lyricists e il LA Conducting Salon presso la LA Ballet School. Noone ha co-fondato la Dublin City Concert Orchestra ed è co-creatore del Dublin International Game Music Festival.
Eimar Noone è sposata dal 2008 con il compositore e produttore musicale, Craig Stuart Garfinkle: hanno due figli e vivono a Los Angeles.

### Carriera
Il lavoro di composizione e direzione di Noone include 26 titoli di film e videogiochi: i titoli di Blizzard Entertainment di Overwatch (2016), Hearthstone (2014), Diablo III (2012), Starcraft II: Wings of Liberty (2010) e World of Warcraft (2004) e le sue espansioni, così come il CD The Legend of Zelda 25th Anniversary Special Orchestra incluso con The Legend of Zelda: Skyward Sword e il successivo Symphony of the Goddesses Tour. Come parte della celebrazione del 25º anniversario della serie Legend of Zelda, Eimear Noone è stata filmata durante la direzione, divenendo così il primo filmato tridimensionale di un'orchestra sinfonica per Nintendo 3DS. 
Ha contribuito a dare vita al nuovo spettacolo di BASE Hologram, The Maria Callas Hologram Tour: la direzione di Eimear Noone, un ologramma dell'iconico soprano, musica classica dal vivo sincronizzata in abbinamento alla performance dei cantanti.
Nel 2016 ha collaborato con Tommy Tallarico, dirigendo il concerto dei Video Games Live. Nel 2019 è subentrata a Jessica Curry come presentatrice del programma High Score di Classic FM, che presenta arrangiamenti orchestrali di musica da videogiochi. Nel 2020, è diventata la prima direttrice donna ad esibirsi agli Academy Awards.

## Premi e nomination
Premiata per la colonna sonora di "World of WarCraft: Warlords of Draenor", ricevendo il "Hollywood Music in Media Award" nel 2014 come "Best Original Score - Video Game" ed è stata nominata per cinque "Annual game Music Awards 2014".